# The Witness (película de 2018)
The Witness (en hangul, 목격자; RR: Mok-gyeok-ja) es una película surcoreana de crimen y suspenso de 2018. Está dirigida por Jo Kyu-jang y protagonizada por Lee Sung-min, Kim Sang-ho, Jin Kyung y Kwak Si-yang.
La película trata sobre un hombre que presencia un asesinato desde su departamento, quien temeroso decide guardar silencio para no verse involucrado en lo que ha visto, pero el asesino también lo vio. Fue estrenada en Corea del Sur el 15 de agosto de 2018.

## Argumento
Una noche en su departamento, Sang-Hoon oye el grito de una mujer. Mira por la ventana y ve a Tae-Ho golpeando a una mujer con un martillo. Sang-Hoon no llama a la policía. Al día siguiente, aquella mujer es encontrada muerta. El detective Jae-Yeob investiga el caso. Sang-Hoon, todavía aterrado por el suceso, no le dice al detective lo que presenció. Pronto, otro residente que vio el mismo crimen es asesinado. Sang-Hoon se intenta proteger a sí mismo y a su familia del asesino.

## Reparto
- Lee Sung-min como Sang-Hoon.
- Kim Sang-ho como Jae-yeob.[4]
- Jin Kyung como Soo-jin.
- Kwak Si-yang como Tae-ho.
- Lee Jae-woo como detective Jo.
- Kim Sung-kyun como Hyung-Gyoon.
- Park Bom como Eun-ji.
- Shin Seung-hwan como Park Sang-Tae.
- Lee Min-woong como Woo-min.
- Bae Jung-hwa como Seo-yeon.
- Yeon Je-wook como Cola.
- Jung Yoo-min como Yoon Hee-won.[5]
- Jung Jae-kwang como el joven de la tienda.
- Hwang Young-hee como la Pdta. de la Sociedad de Mujeres.
- Park Ji-hoo como Ye-seul.
- Woo Ji-hyun como un repartidor de periódicos.
- Kim Hak-sun como jefe de equipo.

## Producción
El rodaje terminó en diciembre de 2017. Tuvo una duración de tres meses y fue realizado en la ciudad fronteriza de Paju en la provincia de Gyeonggi.

## Lanzamiento
La película se estrenó en cines de Corea del Sur el 15 de agosto de 2018, calificada para mayores de 15 años. Fue liberada en VOD por Next Entertainment World el 7 de septiembre de 2018.

## Recepción
La película atrajo a más de 360 000 espectadores en su primer día de estreno y terminó en tercer lugar, detrás de The Spy Gone North y Along with the Gods: The Last 49 Days . Sin embargo, logró encabezar la taquilla en su segundo día de estreno. Según el Korean Film Council, la película superó el millón de espectadores en cuatro días.
El 24 de agosto de 2018, la película alcanzó su punto de equilibrio, con más de 1,8 millones de espectadores que vieron la película. Después de terminar en primer lugar durante su primer fin de semana, la película cayó al segundo lugar durante su segundo fin de semana, detrás de On Your Wedding Day . La película tuvo una caída del 45% en ingresos brutos durante su segundo fin de semana, recaudando USD $3.5 millones de 433 006 asistentes. Durante su tercer fin de semana, la película cayó al quinto lugar atrayendo a 102 080 espectadores con USD $814 283 brutos, 77% menos en comparación con el segundo fin de semana. Cayó al noveno lugar durante su cuarto fin de semana.
A 9 de diciembre de 2020, la película vendió 2 524 720 entradas, recaudando USD $20 millones.

## Premios y nominaciones
| Premio               | Categoría              | Nominado    | Resultado | Ref.   |
| -------------------- | ---------------------- | ----------- | --------- | ------ |
| 2.º The Seoul Awards | Mejor actor de reparto | Kim Sang-ho | Nominado  | [ 16 ] |